# Acoma diminiata
Acoma diminiata is een keversoort uit de familie Pleocomidae. De wetenschappelijke naam van de soort werd voor het eerst geldig gepubliceerd in 1958 door Henry Fuller Howden.